# Caesalpinia laxa
Caesalpinia laxa är en ärtväxtart som beskrevs av George Bentham. Caesalpinia laxa ingår i släktet Caesalpinia och familjen ärtväxter. Inga underarter finns listade i Catalogue of Life.